# 东岸镇
东岸镇，是中华人民共和国广东省茂名市高州市下辖的一个乡镇级行政单位。位于高州市东北部，东岸圩原在河东得名。今圩河西，仍沿用旧名。镇因圩名。民国时期为东才乡，1957年置东岸乡，1958年成立东岸公社，1983年改区，1987建镇。2003年由原东岸镇、大潮镇两镇合并组成新的东岸镇，现为全市面积最大的乡镇。镇政府驻东岸圩。

## 行政区划
东岸镇下辖以下地区：
东岸社区、大潮社区、石古垌村、良村、竹朗村、石陂村、才口村、横山村、谈朋村、大简村、旺村坡村、甘川村、岑山村、东坡村、郑村、旺坑村、河朗坡村、大双村、麦坑村、双利村、方垌村、甘汁村、射塘村、大潮村、平坑村、先坑村、六云村、礼垌村和六修村。